# Episoriculus leucops
Episoriculus leucops är en näbbmusart som först beskrevs av Thomas Horsfield 1855. Episoriculus leucops ingår i släktet Episoriculus och familjen näbbmöss. Internationella naturvårdsunionen kategoriserar arten globalt som livskraftig.
Denna näbbmus förekommer med flera från varandra skilda populationer i Asien. Den lever i Nepal, i nordöstra Indien, i Kina, i norra Myanmar och i norra Vietnam. Arten vistas i bergstrakter i regioner som ligger upp till 3500 meter över havet. Episoriculus leucops lever i olika slags skogar som fuktiga städsegröna skogar, lövfällande skogar eller barrträdsskogar. Den besöker även trädgårdar och jordbruksmark. Skogarnas undervegetation utgörs bland annat av buskar, gräs eller bambu.
Arten når en kroppslängd (huvud och bål) av 53 till 81 mm och en svanslängd av 58 till 83 mm. Den har 12 till 19 mm långa bakfötter. Hela kroppen är täckt av mörk gråbrun till svartaktig päls. Djuret har egenskaper som indikerar att den gräver i marken.
Episoriculus leucops är större än Episoriculus caudatus som delvis har samma utbredningsområde. Födan utgörs främst av daggmaskar. Antagligen föds cirka 6 ungar per kull.

## Underarter
Arten delas in i följande underarter:
- E. l. baileyi
- E. l. leucops